# Det marshska arsenikprovet

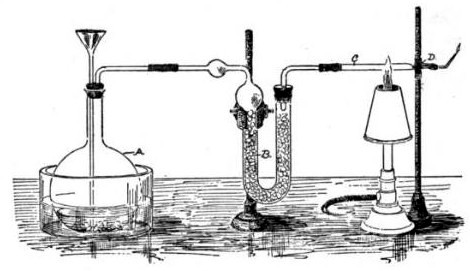
Det marshska arsenikprovet - uppställning

Det marshska arsenikprovet uppfanns av den brittiske kemisten James Marsh på 1830-talet. Det går till så att man i en behållare med svavelsyra tillför zink och då bildas vätgas. Genom att tillföra arsenik i någon form bildas istället arsin (AsH3). Gasen leds ut och torkas i ett rör med vattenfri kalciumklorid. Gasen antänds och sönderdelar sig i väte och arsenik. Medan vätet försvinner ut i luften kan man få arseniken att fastna som en grå-silvrig beläggning på en glasskiva.
Det marshska arsenikprovet används av Kalle i ungdomsboken Mästerdetektiven Blomkvist lever farligt av Astrid Lindgren.